# كريستين بيرس
كريستين بيرس (بالإنجليزية: Kirsten Pearce)‏ هي لاعب هوكي الحقل نيوزيلندية، ولدت في 10 أبريل 1991 في Wynberg, Cape Town ‏ في جنوب أفريقيا.

## وصلات خارجية
- كريستين بيرس على موقع الاتحاد الدولي للهوكي (الإنجليزية)
- كريستين بيرس على موقع اللجنة الأولمبية الدولية (الإنجليزية)
- كريستين بيرس على موقع أوليمبيديا (الإنجليزية)
- كريستين بيرس على موقع اللجنة الأولمبية النيوزيلندية (الإنجليزية)